# 伊万·伊万诺维奇·克罗波托夫
伊万·伊万诺维奇·克罗波托夫（俄语：Иван Иванович Кропотов，1724年2月24日（3月6日）—1769年5月18日（29日）），是俄国的外交官、翻译官，曾担任驻清朝公使，他曾于1763年率团来北京谈判《恰克图条约附款》。